# Portada/efemèride març 5
La fotografia Guerrillero Heroico
« 4 de març · 5 de març · 6 de març »